# Minekaze
El Minekaze (峯風 viento de la cumbre?) fue el primer destructor de la Clase Minekaze, a la que daba nombre. Sirvió en la Armada Imperial Japonesa desde 1920 hasta su hundimiento en 1944 durante la Segunda Guerra Mundial.

## Historia
Muy avanzado para su época, a lo largo de la década de 1920, y sobre todo de 1930 fue sustituido por nuevos modelos de destructor, quedando relegado al inicio de la guerra a misiones de patrulla y escolta de convoyes. Resultó hundido a 11 kilómetros de la costa de Taiwán, en la posición (23°12′N 121°30′E / 23.200, 121.500) por el submarino USS Pogy, el 10 de febrero de 1944, y fue dado de baja en las listas de la armada imperial el 31 de marzo.

### Buques de la clase
- Akikaze
- Hakaze
- Hokaze
- Namikaze
- Nokaze
- Numakaze
- Okikaze
- Sawakaze
- Shiokaze
- Tachikaze
- Yakaze
- Yūkaze

### Listas relacionadas
- Buques de la Armada Imperial Japonesa